# Bar mleczny

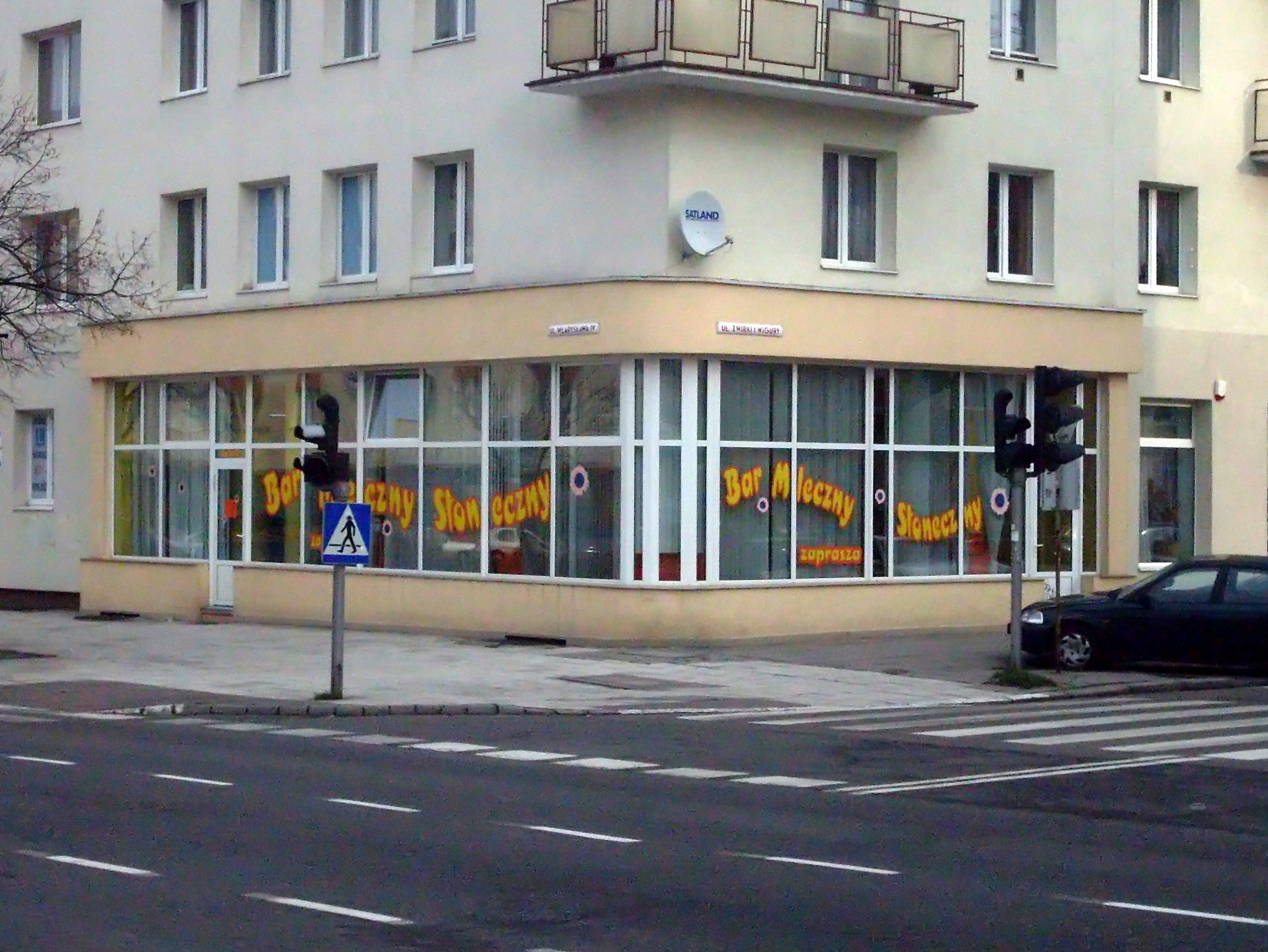
Bar mleczny in Gdynia

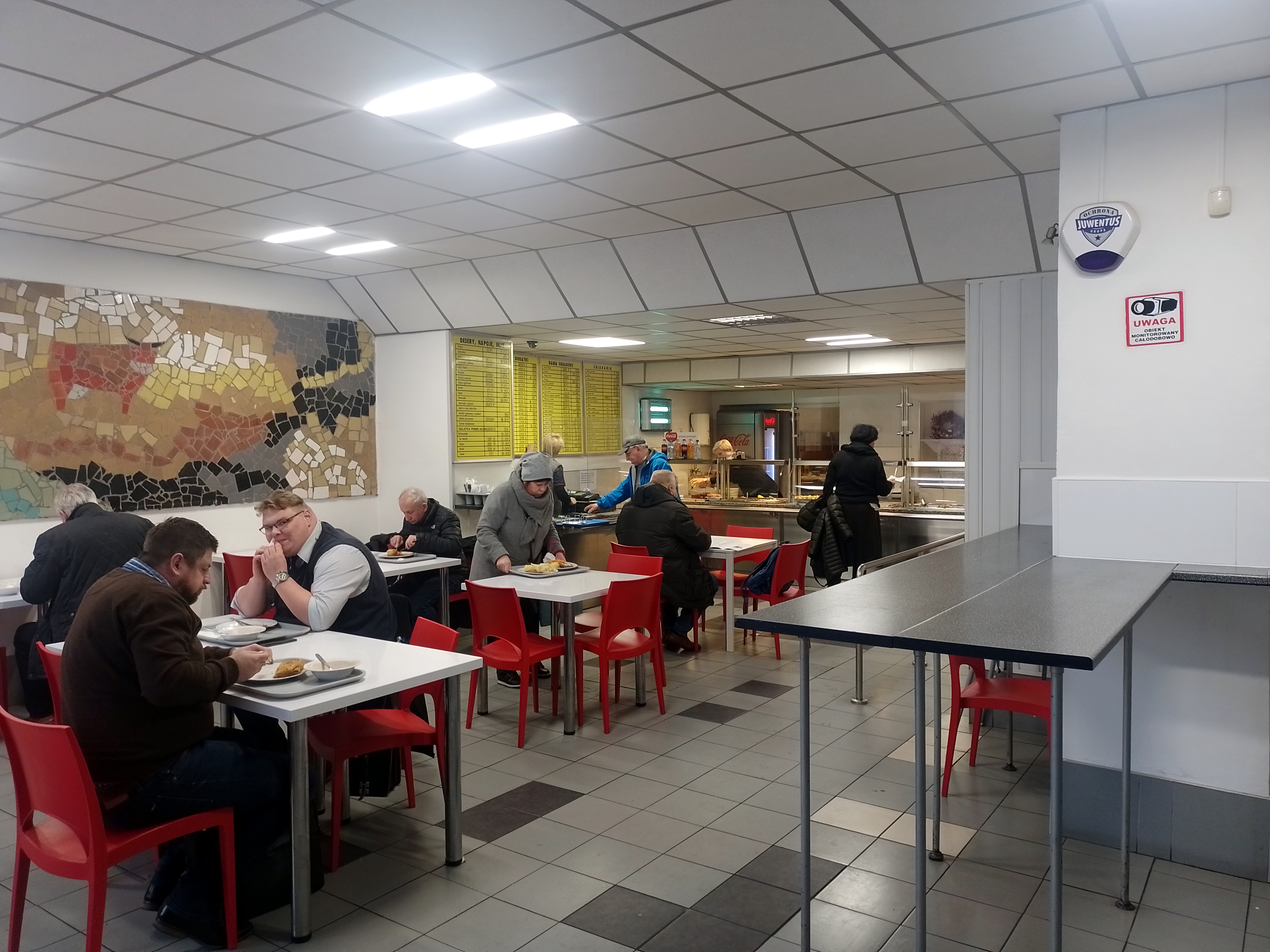
Interieur einer Bar mleczny in Katowice

Die bar mleczny (deutsch: Milchbar) ist ein in Polen verbreitetes Restaurant in der Art einer Kantine (also mit Selbstbedienung), das primär traditionelle polnische Küche zu günstigen Preisen als Mittagstisch anbietet.
Der Name „Milchbar“ kommt aus der Zeit, als dort im Sinne der Lebensreform vorwiegend Speisen aus Milch, Milchprodukten und vegetarische Gerichte angeboten wurden. Mit den Jahren setzten sich aber auch Fleischgerichte sowie Bier durch. Die Idee zu einem preiswerten Esslokal entstand bereits 1896 und verbreitete sich rasant zwischen den beiden Weltkriegen. Während der Zeit der (sozialistischen) Volksrepublik Polen dienten die Milchbars der massenhaften Verpflegung breiter Bevölkerungsschichten. Seit 1989 in Polen die Marktwirtschaft eingeführt wurde, mussten zahlreiche Betriebe schließen.

## Geschichte

### 1896–1944
Die Bar mleczny ist eine polnische Idee, obgleich sie entgegen weit verbreiteter Meinung älter ist als die ehemalige Volksrepublik Polen. Die Tradition der preiswerten vegetarischen Gaststätten reicht zurück bis ans Ende des 19. Jahrhunderts. Bereits im Jahr 1896 eröffnete Stanisław Dłużewski die erste Milchbar, die Meierei Mleczarnia Nadświdrzańska. Sie befand sich Gewinn bringend in zentraler Lage in Warschau, und zwar in der Straße Nowy Świat 11 („Neue Welt“ 11), einer der beliebtesten Flanier- und Einkaufsstraßen der Stadt. Der Gutsbesitzer und Landwirt bot vegetarische Gerichte auf der Basis von Milch, Eiern und Mehl an. Schnell erlangte die Idee große Beliebtheit, fleischlose Kost zu günstigem Preis anzubieten, und andere Unternehmen eröffneten ähnliche Einrichtungen. Nach der wiedererlangten Unabhängigkeit Polens 1918 in der Zweiten Republik wuchs die Popularität der Milchbars. Angetrieben durch die Lebensmittelkrise in der Nachkriegszeit verbreiteten sich die billigen Esslokale im ganzen Land. Ministerielle Erlasse regulierten die Größe, die Zusammensetzung, die Preise und sogar die Anzahl der Mahlzeiten. Die Regelung von nicht mehr als zwei Mahlzeiten pro Kopf und das Verbot, fertige Gerichte im Schaufenster auszustellen, sollten Verschwendung vorbeugen. Die Bar mleczny ermöglichte damit vielen bedürftigen Bürgern einen Zugang zu erschwinglichen Mahlzeiten.

### Volksrepublik Polen (1944–1989)

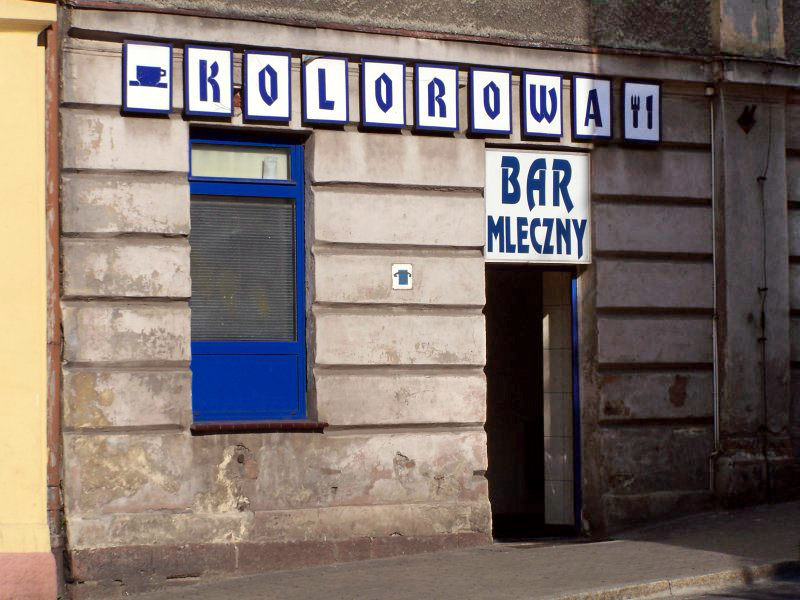
Bar mleczny in Nowa Ruda

Ihre größte Blütezeit erlebte die Bar mleczny in der Zeit der Volksrepublik Polen, die von 1944 bis zum Ende des Ostblocks 1989 bestand. Nach dem Zweiten Weltkrieg griffen die kommunistischen Behörden die Idee auf, die Bevölkerung preiswert und vegetarisch zu verpflegen, denn Fleisch galt damals geradezu als Luxusware. Die meisten Restaurants, darunter auch die polnischen Milchbars, wurden verstaatlicht. In der Zeit Gomułkas „kleiner Stabilisierung“ Mitte der Sechzigerjahre organisierte man die Milchbars in der Lebensmittelgenossenschaft Społem (polnisch: Spółdzielnia Spożywców Społem). Die vorherrschende Idee zu dieser Zeit war es, allen Leuten billige Mahlzeiten in der Nähe ihrer Arbeitsplätze zur Verfügung zu stellen. Der Preis der Mahlzeiten wurde durch Subventionen niedrig gehalten, und das Essen war sofort für jeden verfügbar. Damit boten die Milchbars eine gute Gelegenheit, Arbeiter von Firmen ohne Kantinenessen zu versorgen.
Wollte man in der Milchbar etwas essen, musste man nicht selten erst an der Kasse und danach noch am Schalter Schlange stehen. Im Jahr 1978 wurde berechnet, dass in Polen auf 1000 Personen 35,5 Plätze in den Gaststätten entfielen. Der Leitung von Społem war das entschieden zu wenig. Es entstand der Plan, die öffentliche Gastronomie auszubauen. Man wollte mit winzigen Milchbars, sogenannten gosposie (deutsch: die Haushälterinnen), ein riesiges Netz erschaffen sowie große Gaststätten errichten, die über 100 Plätze verfügten. Doch die Ambitionen des gigantischen Projektes ließen sich nicht erfüllen, denn es fehlte an Räumlichkeiten und Entschlossenheit, den Plan durchzusetzen. Aber vor allem mangelte es in den Geschäften an Lebensmitteln. Das Problem verschärfte sich noch während des Kriegsrechts am Anfang der achtziger Jahre, als Fleisch rationiert wurde.

### Umbruch 1989 bis heute

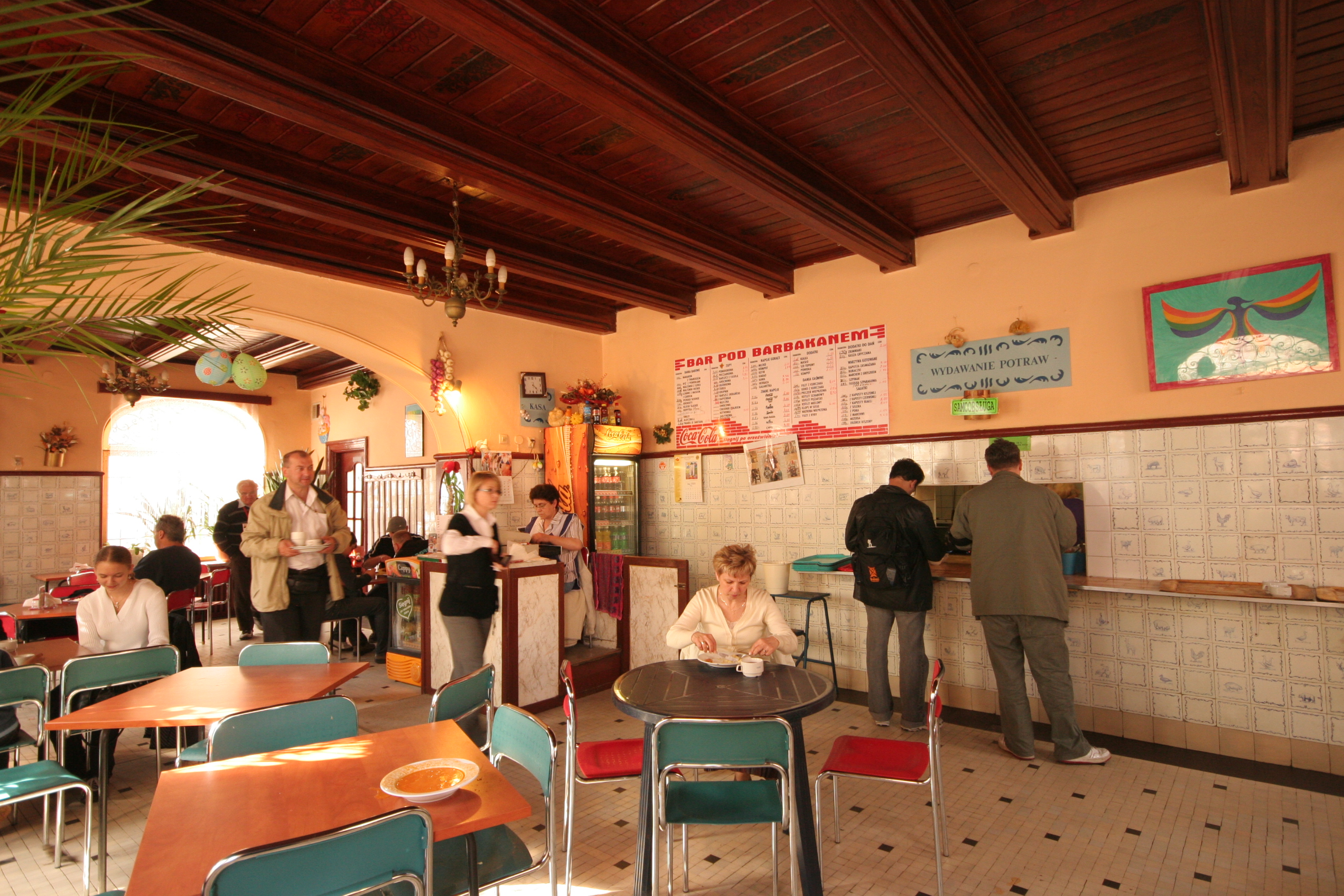
Essensausgabe in einer polnischen Milchbar

Seit Einführung der freien Marktwirtschaft 1989 genießen auch die Polen eine kulinarische Vielfalt, wie es sie vorher nicht gab. Im Zuge dessen mussten viele Milchbars aufgeben, weil sie nicht die gleiche Attraktivität besaßen, die die neuen privaten Gaststätten boten. Die Bedienung war oft zu alt, es fehlte an Kellnern und die einfache Ausstattung war nicht ansprechend genug. Die meisten Milchbars wurden in gewöhnliche Mini-Restaurants umgewandelt. Von fast 40.000 solcher Bar mleczny, die es zu Zeiten der Volksrepublik Polen noch gab, sind heute ungefähr 140 übriggeblieben. Einige haben überlebt, weil sie jetzt auch Fleischgerichte anbieten, die Qualität des Angebots verbessert und die Preise angehoben haben. Zudem subventioniert der polnische Staat die Milchbars jedes Jahr mit mehreren Millionen Euro (allerdings nur vegetarische Produkte, weshalb Fleischgerichte etwas teurer sind). Die Städte und Gemeinden stellen die Räumlichkeiten und bezahlen zum Teil auch Strom und Gas. Dank dieser Hilfe ist es möglich, dass die Preise, auch wenn sie gestiegen sind, sich noch immer auf niedrigem Niveau befinden. In den vergangenen Jahren sind die Zuschüsse für die polnischen Milchbars allerdings erheblich gesunken. Daher verringert sich die Zahl der polnischen Milchbars weiterhin. Die Bar mleczny ist somit eine eher aussterbende Institution.

## Essen und Trinken

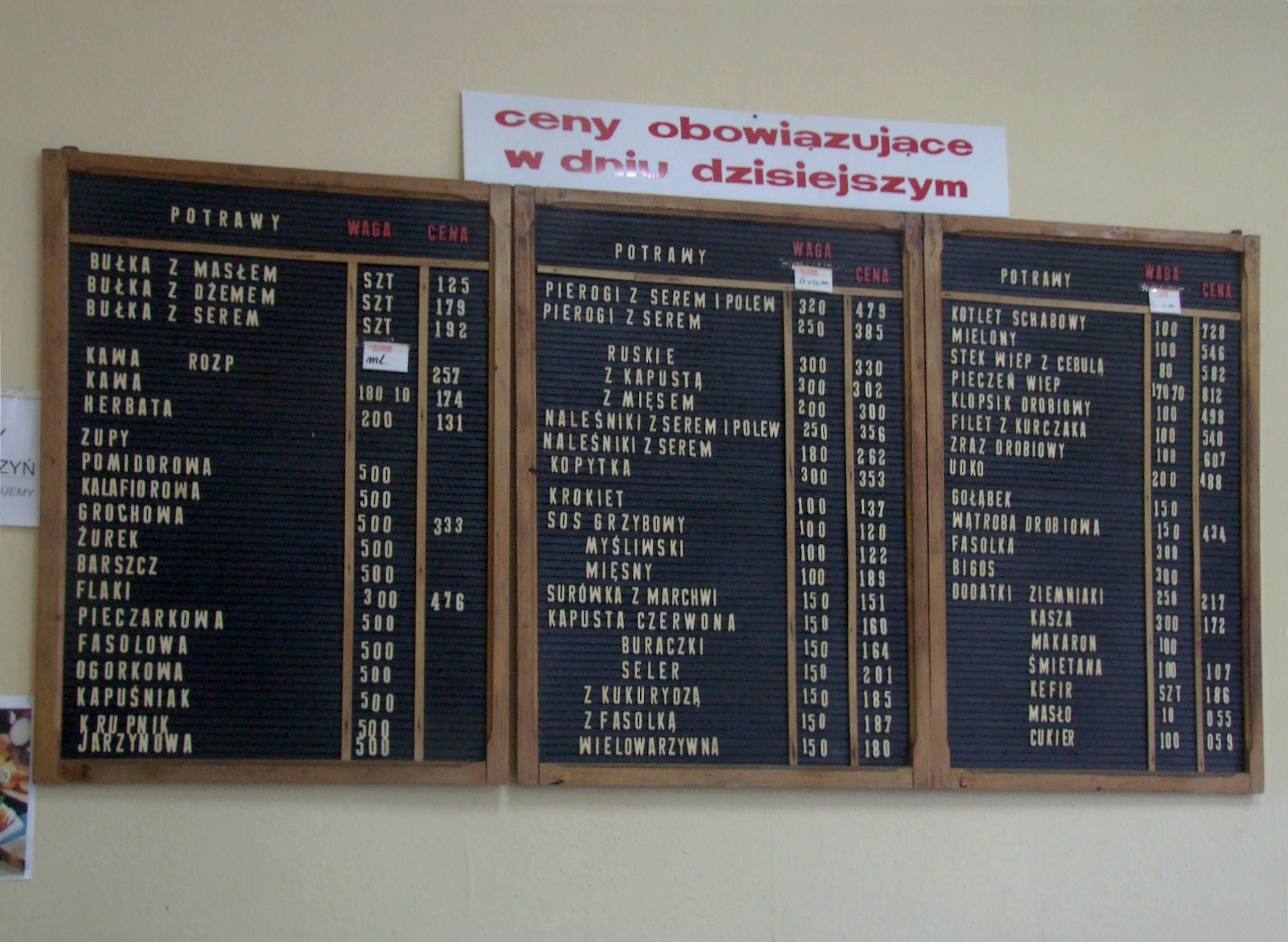
Preistafel mit typischen Gerichten einer Bar mleczny

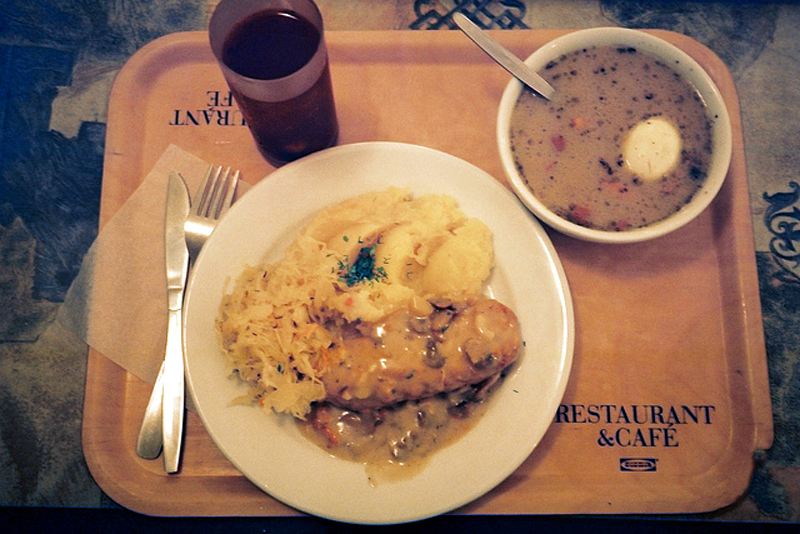
Menü einer Bar mleczny

Das Essen der Bar mleczny besteht aus Gerichten und Speisen der polnischen Küche, die traditionell eher deftig und fettreich ist. Dabei beschränkt sich das Angebot im Gegensatz zu früheren Zeiten des Mangels nicht mehr auf fleischlose Kost. Das Grundgerüst bilden dennoch Speisen aus Milch, Milchprodukten, Eiern (beispielsweise Eierkuchen), Grütze und Mehl. Auch wenn die Mahlzeiten sehr billig sind, ist die Zubereitung der Gerichte sehr arbeitsintensiv, weshalb neueingestelltes Küchenpersonal oft den Job aufgibt. In den fünfziger Jahren verkaufte man noch Bier in einigen der Lokale, später wurde grundsätzlich kein Alkohol mehr angeboten. In der sozialistischen Zeit gab es außer Eisspeisen selten Desserts, da Nachspeisen als bürgerlich und somit als anrüchig galten.
Typisch für die Bar mleczny sind zum Beispiel die folgenden traditionsreichen Gerichte:
- Bigos, ein Schmoreintopf aus Sauerkraut und Weißkohl
- Pierogi („Piroggen“), halbrunde Teigtaschen mit verschiedenen Füllungen
- Barszcz, eine klare tiefrote Suppe aus vergorener Roter Bete
- Żur bzw. Żurek, eine säuerlich-würzige Suppe aus vergorenem Mehl
- Kasza, eine Buchweizengrütze
- Kotlet schabowy, Schweinekotelett mit verschiedenen Beilagen

## Gesellschaftliche Rolle in Polen
Vor allem in der Zeit des Sozialismus bildeten die Milchbars nicht nur eine bequeme und billige Alternative zum Essen zuhause, sondern waren auch ein Zentrum des Gesellschaftslebens. Trotzdem wurden sie kritisiert und verspottet. Ihren schlechten Ruf verdanken sie hauptsächlich ihrem Ruf von schlechtem Service, einer eingeschränkten und wenig raffinierten Speisenauswahl und einer schlichten Inneneinrichtung.
In der kultigen Filmkomödie Miś (deutsch: der Teddybär) aus dem Jahr 1980 wird etwa eine bar mleczny gezeigt, in der das Besteck angekettet ist; statt Tellern gibt es dort Blechnäpfe, die auf dem Tisch festgeschraubt sind; zu essen gibt es Buchweizengrütze, welche direkt in den verschmutzten Blechnapf gekippt wird. Der Ort schien geradezu ein Symbol der Armut zu sein und für die Absurditäten des sogenannten realen Sozialismus zu stehen.
Im Rahmen der Ostalgie erlangen die Milchbars nun wieder eine neue Popularität, auch wenn es heute weniger Arbeiter als vielmehr Arbeitslose, Pensionäre und ebenso Studenten sind, die zur treuen Kundschaft gezählt werden. Für viele junge Polen haben sie inzwischen sogar Kultcharakter. Sie können sich nicht mehr an die Zeit der langen Warteschlangen und der rationierten Lebensmittel erinnern. Einige besuchen die Bar mleczny, weil sie ihren Gästen einen Hauch der sozialistischen Vergangenheit für die Dauer einer Mahlzeit wiedergibt und weil sie oft die „letzte Bastion“ der traditionellen polnischen Küche darstellt.